# Factor-P
FACTOR-P es el nombre con el que se suele conocer al Winner/Contafac, un computador de finales de los 1960 diseñado por Joan Majó y Jordi Vidal utilizando como base el Philips Prima. Es considerado como el primer ordenador fabricado en España creado con programación y tecnología propias. El primer prototipo fue lanzado al mercado en 1967 por la empresa catalana Telesincro, de Sardañola del Vallés. Consiguió el premio L.A. Petit Herrera en 1968 y fue el tercer ordenador más vendido en el mercado español en 1972. A este modelo, le siguieron una serie de productos que incluían mejoras también llamados FACTOR: el FACTOR-Q, el FACTOR-R y el FACTOR-S.

## Características
Los FACTOR incorporaban una de las tecnologías punta de la época, módulos digitales de segunda generación, y tuvieron inicialmente un gran éxito de ventas lo que permitió evolucionar al modelo inicial añadiendo mejoras. El FACTOR-Q, de 1968, incorporaba una memoria central de núcleos de ferrita con 32 registros de 16 dígitos cada uno. Finalmente, el último modelo de la gama, el FACTOR-S, fue lanzado en 1971. Era la época de los miniordenadores y éste podía considerarse uno de ellos. Se componía de tres módulos separados: una unidad de proceso con memoria de 2 Kbytes, una reserva de memoria de acceso rápido de 16 o 32 Kbytes y los periféricos de entrada y salida de datos (casetes, impresora, lector de fichas de banda magnética y teclado).

## Historia
Este equipo en realidad nunca fue comercializado como Factor P como se creía erróneamente, su verdadero nombre era Winner/Contafac, aunque en los anuncios que salieron en 1968 se le llamaba Factor/Contafac, el nombre Factor P apareció por primera vez en publicidad de Telesincro cuando hacía referencia a sus equipos antiguos. Este computador era en realidad una máquina facturadora basada en tecnología de la Facturadora Philips Prima. Pero debido al éxito que tenían en la época los sistemas de gestión importados de las compañías extranjeras, no era posible la creación de una gran industria de fabricación de ordenadores españoles. Telesincro fue prácticamente la única excepción en este ámbito. Fundada en 1963 por Joan Majó, fue la empresa que comercializaba los computadores FACTOR, llegando en su apogeo, en 1972, a alcanzar el 16% de las ventas en el sector y ocupando el tercer lugar en ranking de ventas. A partir de entonces, comenzó una grave crisis de ventas que llevó a la empresa Telesincro solo 4 años después, en 1976, a incorporarse a Secoinsa (Sociedad Española de Comunicaciones e Informática, S.A.) y pasando a manos del grupo Telefónica en 1986 al desaparecer esta última. Telesincro iría cambiado de manos en múltiples ocasiones a finales del siglo XX, pasado por el grupo Inisel a mediados-finales de los 80, luego siendo poco a poco vendida a Bull hasta que esta se hizo con el 67% de Telesincro 1989 y finalmente siendo comprada por Ingenico en 1999. A mediados de los 2000 el nombre de Telesincro pasaría a ser Ingenico Barcelona, que acabaría viendo su sede trasladada a Madrid, donde continúa en la actualidad.